# Archivolt
Az archivolt a boltív homlokzaton megjelenő, tagozott felülete. Az ókori római művészetben az architrávnak megfelelően tagozták, ezt a szokást a modern építészet megszületéséig megtartották. Szerepe inkább esztétikai, mint gyakorlati.

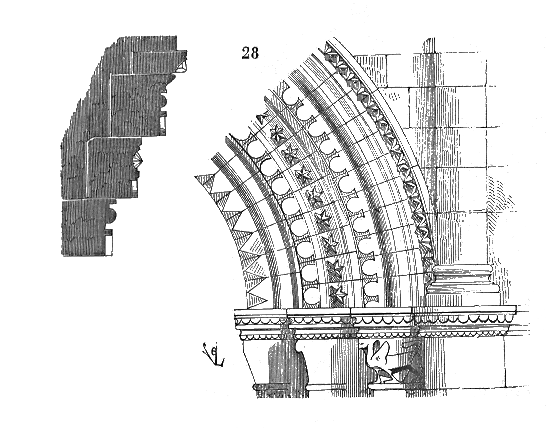
Archivolt díszes felülete

Nyílást, oszlopközöket áthidaló boltív tagozott homlokfelülete. Az ókori római építészetben, majd az ennek formai megoldásait követő későbbi stílusokban az architráv profiljának megfelelően tagozták.